# Касаррубуелос
Касаррубуелос (ісп. Casarrubuelos) — муніципалітет в Іспанії, у складі автономної спільноти Мадрид. Населення — 3150 осіб (2010).
Муніципалітет розташований на відстані близько 29 км на південь від Мадрида.

## Демографія
Динаміка населення (INE ):